# Християна Тодорова
Християна Тодорова е българска състезателка по художествена гимнастика.

## Биография
Християна Тодорова е родена на 28 ноември 1994 година в София, България. От 4-годишна тренира художествена гимнастика. Тя има две сестри – Анастасия родена през 2004 година в София (България) и Александра родена през 1997 година в Торонто (Канада). Неин първи треньор е Албена Сиракова. През 2011 година, след добро представяне на световното първенство в Монпелие, Франция печели квота за участие на Олимпийските игри в Лондон през 2012 година.
Народен представител от "Има такъв народ" в XLVI народно събрание.

## Постижения
- 3 място – СП, Москва 2010
- 1 място – СП, Монпелие 2011
- 2 място – ЕП, Нижни Новгород 2012
- 1 място – СК, София 2011
- 1 място – СК, Каламата 2011
- 1 място – СК, София 2012
- 6 място – Олимпийски игри, Лондон 2012
- 1 място – ЕП, Баку 2014
- 1 място – СК, Минск 2014
- 1 място – СП, Измир 2014
- 1 място – СК, Ташкент 2015